# Charles Goethals (schilder)
Charles Goethals (Stad Brussel, 1853 – Sint-Gillis, 11 november 1885) was een Belgische realistische schilder. Hij was één van de oorspronkelijke elf oprichters van Les XX. Enkele werken van Goethals zijn vindbaar in het museum voor Schone Kunsten te Doornik. Hij behoorde ook tot de Brusselse kunstvereniging L'Essor.

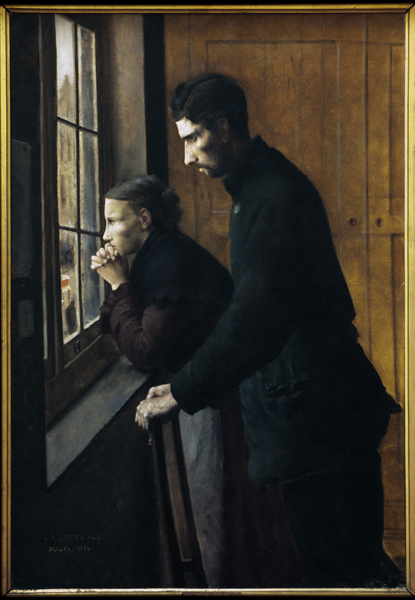
Een van de schilderijen vindbaar te Doornik. Le viatique qui passa (Het viaticum dat voorbijging) (1884).

- RKD-Nederlands Instituut voor Kunstgeschiedenis: 32378
- Union List of Artist Names: 500426127
- Virtual International Authority File: 1652153596623751900006